# 1914 en philosophie
Chronologie de la philosophie
- 1910
- 1911
- 1912
- 1913
- 1914
- 1915
- 1916
- 1917
- 1918

L’année 1914 a été marquée, en philosophie, par les événements suivants :

## Publications

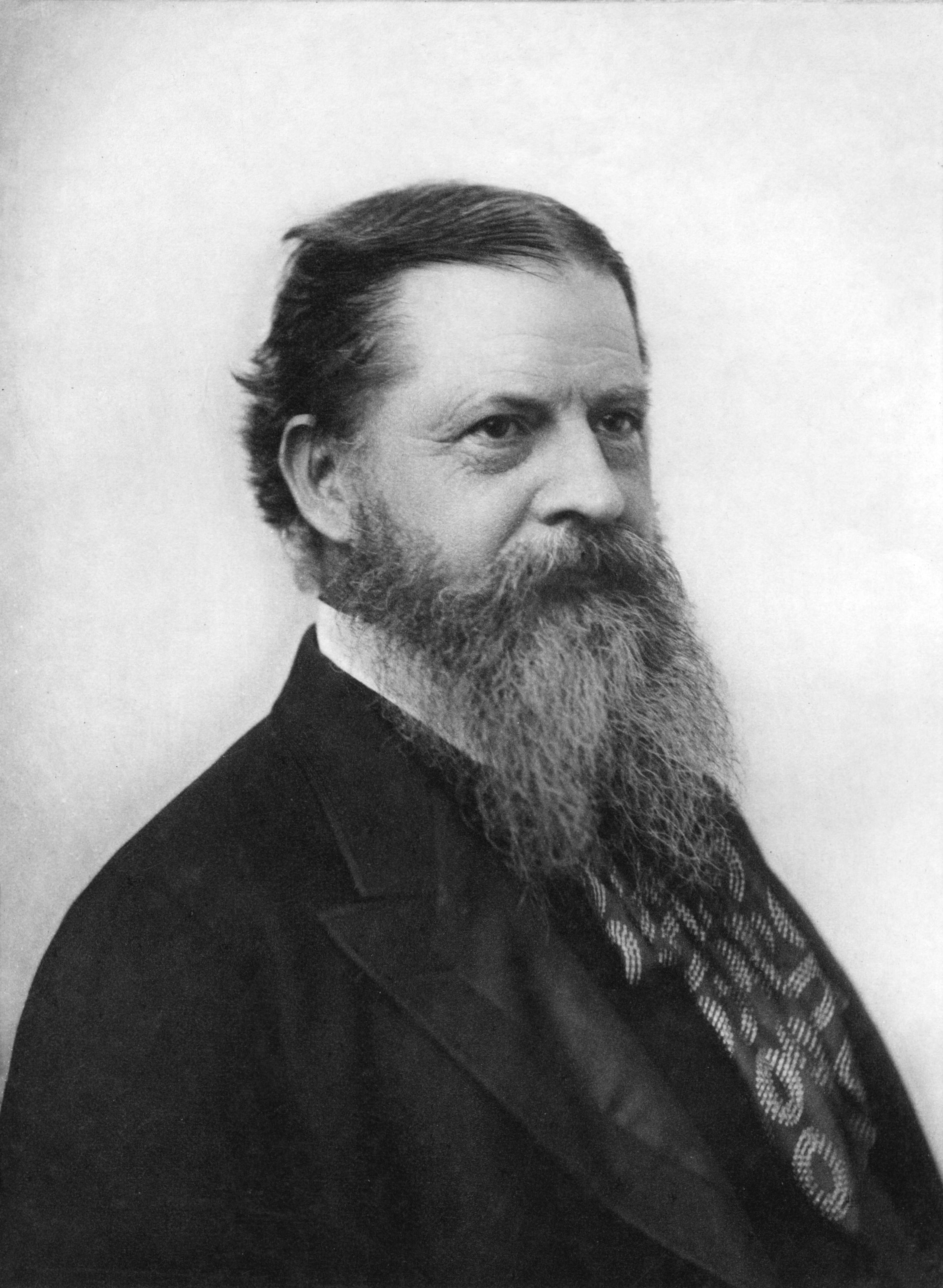
Charles S. Peirce (1839-1914)
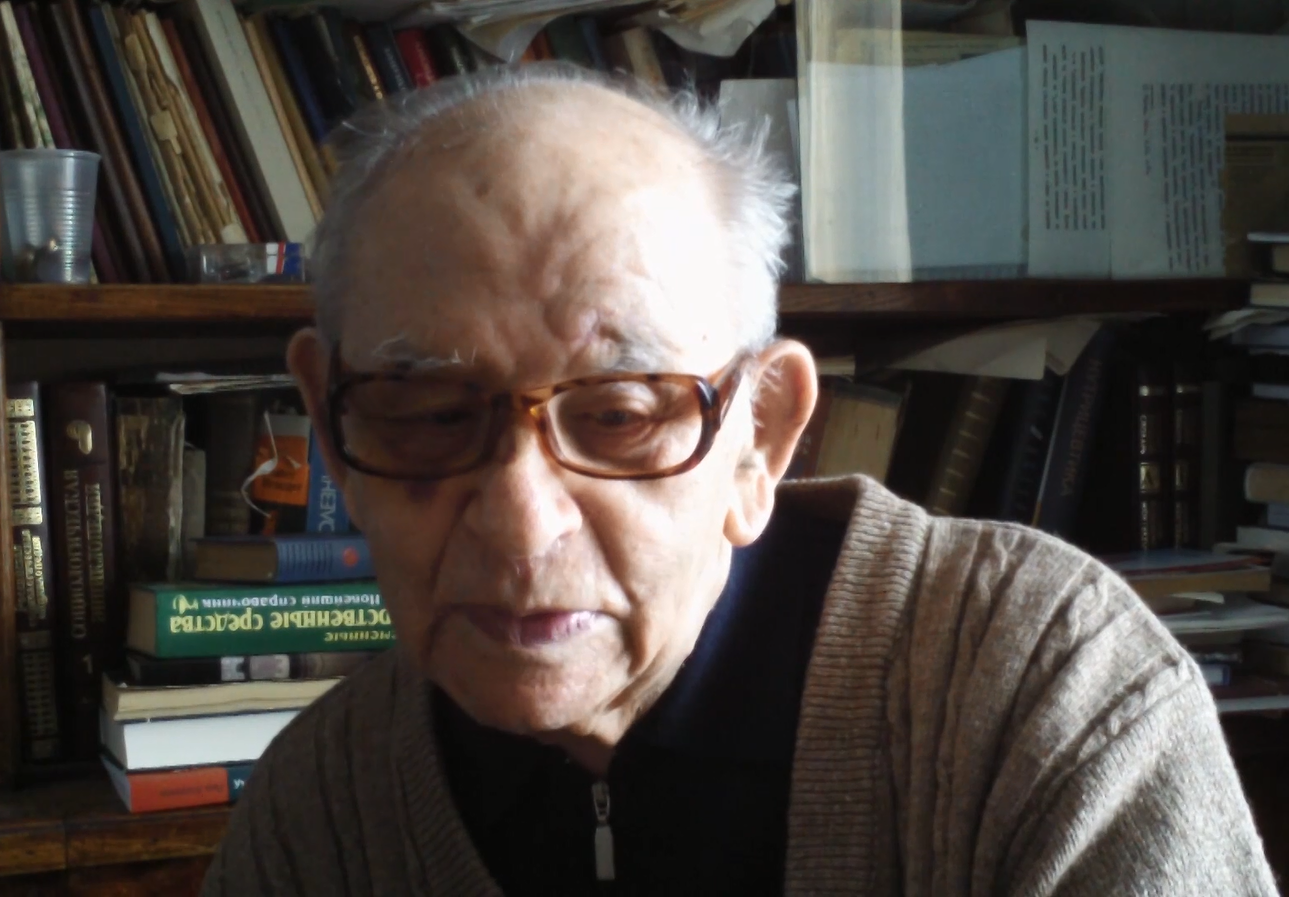
Teodor Oizerman (1914–2017)

## Naissances
- 1 janvier : Felice Balbo (-1964)
- 2 janvier : Diego Are (-2000)
- 4 janvier : Jean-Pierre Vernant (-2007)
- 25 janvier : Silvio Ceccato (-1997)
- 8 février : Andrea Vasa (-1980)
- 19 février : Enrico Opocher (-2004)
- 29 avril : Mario Dal Pra (-1992)
- 3 mai : Tsuda Itsuo (-1984)
- 14 mai : Teodor Oizerman (-2017)
- 21 mai : Gerhard Funke (-2006)
- 28 juillet : Dino Formaggio (-2008)
- 1 octobre : Stuart Hampshire (-2004)
- 14 octobre : Remo Cantoni (-1978)
- 22 octobre : André Neher (-1988)
- 21 novembre : Henri Laborit (-1995)
- 4 décembre Arthur Prior (1969-)

## Décès
- 19 avril :  Charles Sanders Peirce (1839-)
- 1 octobre : Anton Marty (1847-)
- 17 octobre : Theodor Lipps (1851-)
- 5 décembre : Tito Vignoli (1829-)
- 14 décembre : Mario Calderoni (1879-)